# Gonospora belenoides
Gonospora belenoides is een soort in de taxonomische indeling van de Myzozoa, een stam van microscopische parasitaire dieren. Het organisme komt uit het geslacht Gonospora en behoort tot de familie Urosporidae. Gonospora belenoides werd in 1979 ontdekt door Corbel, Desportes & Théodoridès.